# Żleb Blatona

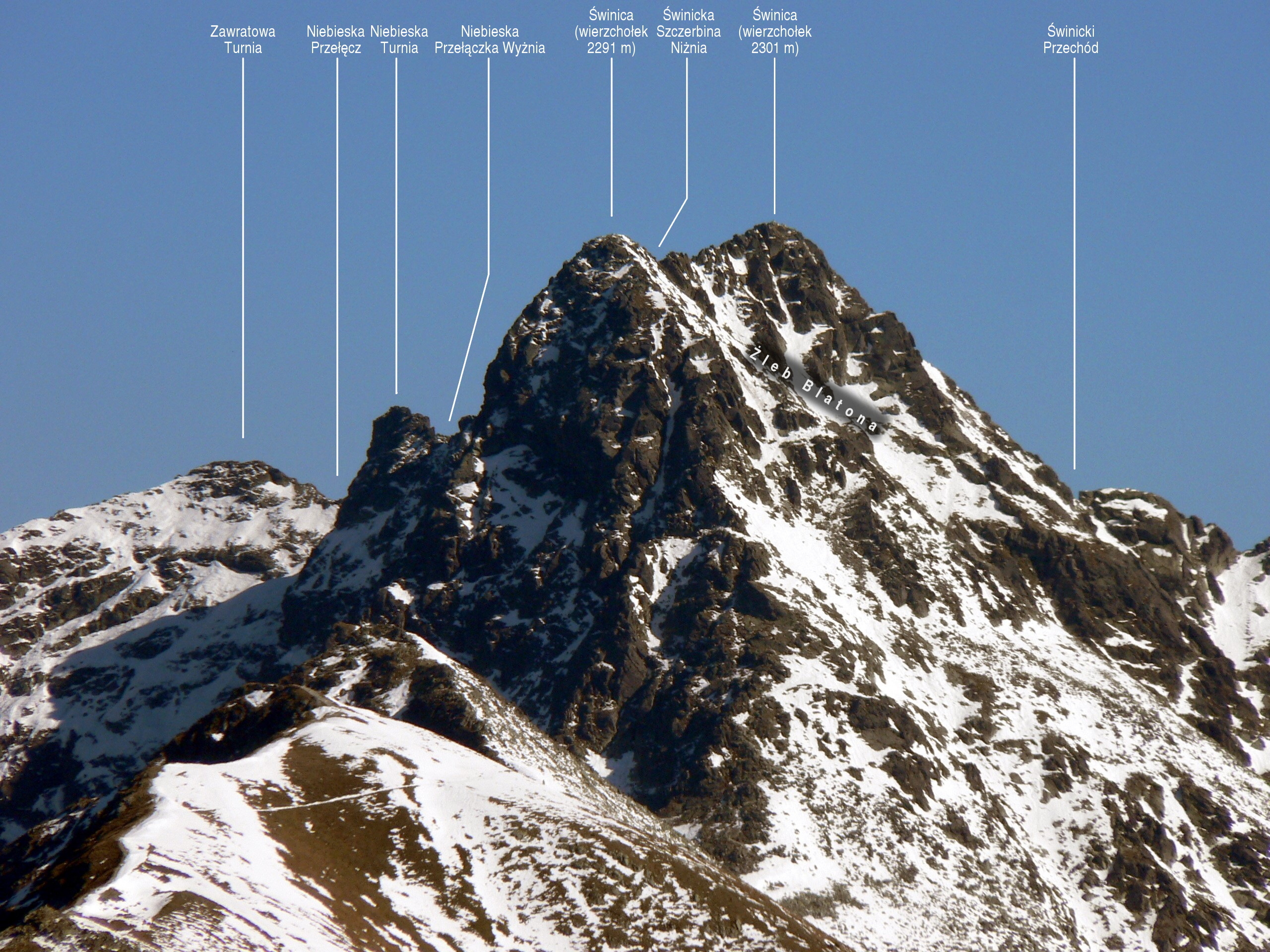
Żleb Blatona oznaczony poniżej wierzchołka Świnicy – widok z Przełęczy pod Kopą Kondracką

Żleb Blatona (niem. Blaton-Schlucht , słow. Blatonov žľab, węg. Blaton-szakadék) – stromy żleb w masywie Świnicy, w słowackich Tatrach Wysokich, opadający do Doliny Walentkowej ze Świnickiej Szczerbiny Niżniej – przełęczy rozdzielającej oba wierzchołki Świnicy. Żleb jest pokaźny, jednak dość płytki. Jego nazwa upamiętnia prof. Jana Blatona, który zginął w tym miejscu w maju 1948 r., spadając w przepaść. Śmiertelne wypadki w Żlebie Blatona zdarzały się również później, m.in. 3 marca 2003 r. na twardym śniegu pośliznął się młody mężczyzna i zjechał Żlebem Blatona doznając śmiertelnych obrażeń
Żleb Blatona opada spod Świnicy na południowy zachód w stronę Walentkowego Kamiennego, górnego piętra Doliny Walentkowej.

## Szlaki turystyczne
Górna część żlebu jest dostępna turystycznie – przebiega nią trawers o długości ok. 100 m. Ze względu na śliskie głazy (zwłaszcza przy śniegu) i ekspozycję trasa ta jest ubezpieczona łańcuchami.
 – czerwony szlak turystyczny z Doliny Kościeliskiej przez Czerwone Wierchy i dalej główną granią Tatr przez Kasprowy Wierch, Liliowe, Świnicką Przełęcz i Żleb Blatona na szczyt Świnicy, a stąd dalej na Zawrat, gdzie rozpoczyna się Orla Perć.
- Czas przejścia z Kasprowego Wierchu na Świnicę: 1:40 h, ↓ 1:20 h
- Czas przejścia z Przełęczy Zawrat na Świnicę 45 min, ↑ 50 min.